# Ramseier & Jenzer

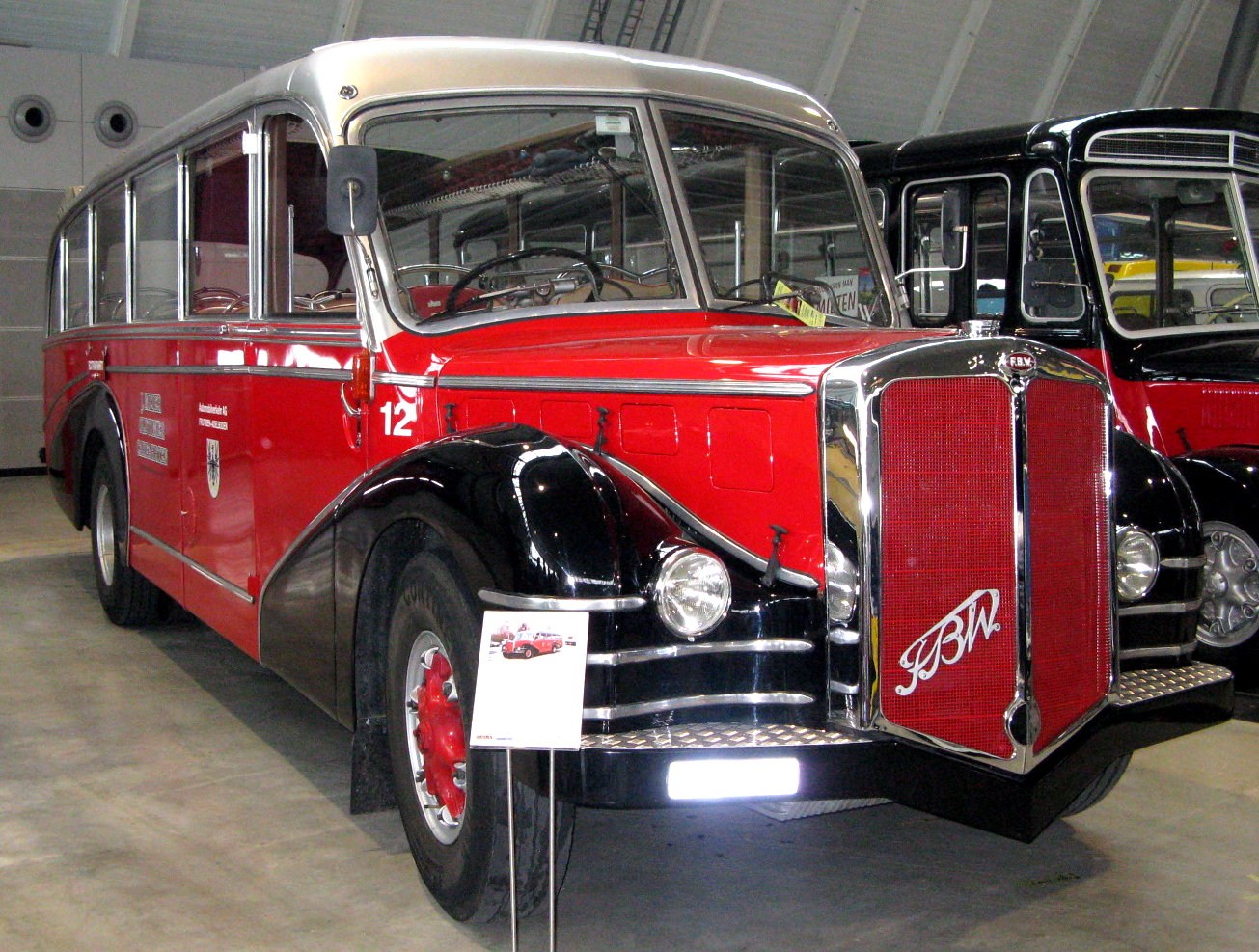
Bus von FBW mit Karosserie von Ramseier & Jenzer

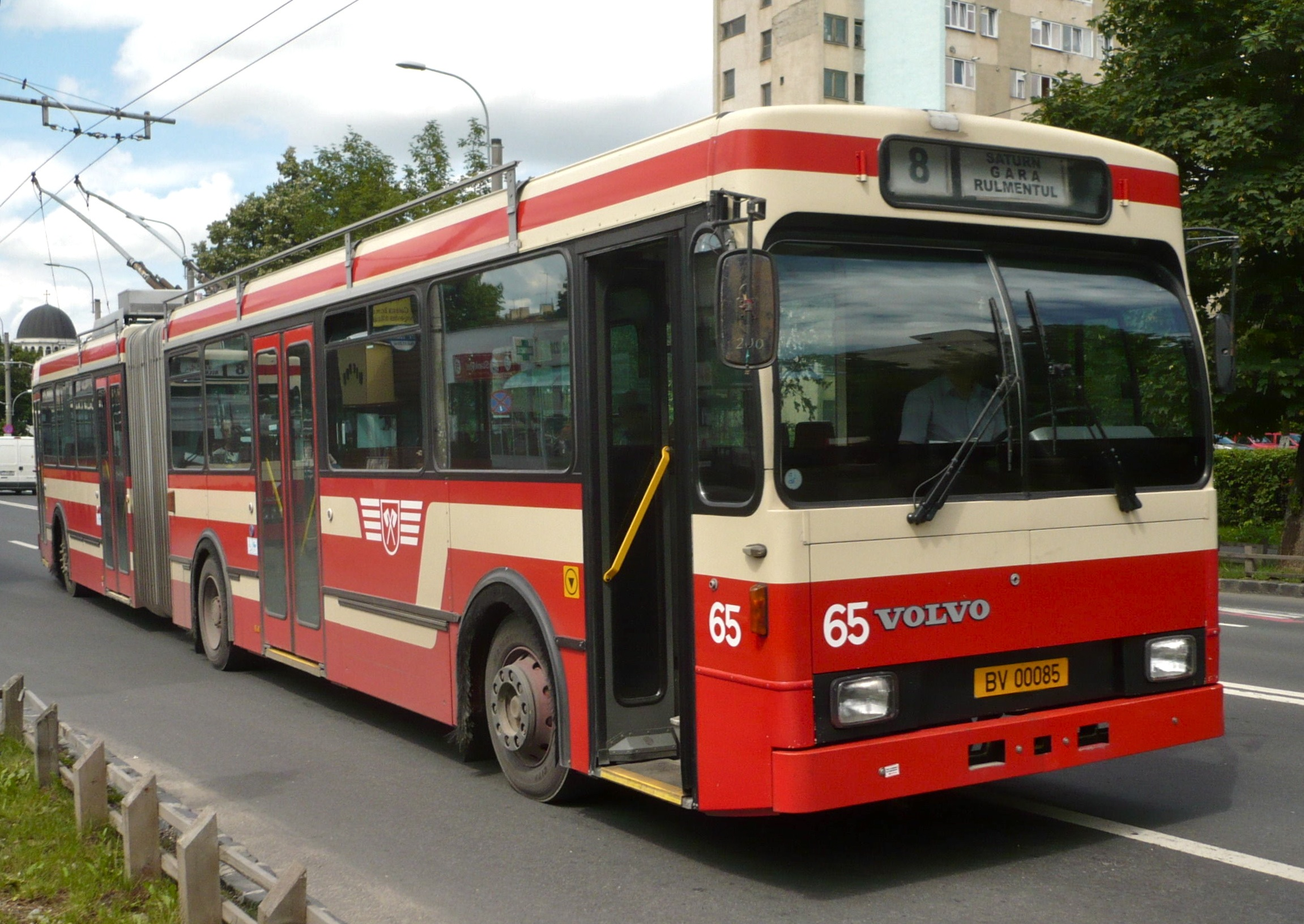
Trolleybus auf Basis von Volvo

Ramseier & Jenzer, vorher Ramseier, Streun & Co. Carosserie Werke Bern, war ein Schweizer Karosseriebauunternehmen. Es war zeitweise das wichtigste Unternehmen dieser Art in der Schweiz. Das Unternehmen ist nicht identisch mit Carrosserie Worblaufen, F. Ramseier & Co.

## Unternehmensgeschichte
Ramseier, Streun & Co. wurde 1919 in Bern gegründet. Zunächst entstanden Kutschen, auch für die Schweizerische Post. Etwa 1922 begann die Produktion von Karosserien für Automobile, die bis 1933 lief. Die Fertigung von Karosserien für Omnibusse erfolgte bis in die 1980er Jahre.
Später wurde das Unternehmen reorganisiert und umbenannt. Im Jahr 1992 wurde es  in United Bus eingegliedert. 1997 wurde RJ Bahntechnik als Nachfolgerunternehmen gegründet. Der Schienenfahrzeugbau wurde 2006 von der Raility AG übernommen.

## Produkte
1925 wurden zwei große Limousinen hergestellt. Die Fahrgestelle kamen vermutlich aus Frankreich. Ab 1927 sind Weymann-Karosserien in Limousinenform auf Chrysler- und Delage-Basis bekannt sowie offene Fahrzeuge wie Cabriolets. Ab 1929 wurden offene und geschlossene Karosserien für das neue Sechszylindermodell des einheimischen Herstellers Martini angeboten. Für 1933 sind noch Cabriolets des Austro-Daimler ADR und viertürige Limousinen auf Ansaldo-Fahrgestellen überliefert.
Eine andere Quelle nennt die folgenden Marken: Martini, Fiat, Lorraine-Dietrich, Delage, Steiger, Lloyd, Hispano-Suiza und Pic-Pic für Pkw-Aufbauten sowie Nutzfahrzeuge auf Fahrgestellen von Citroën, Berna, Saurer, Chevrolet, Mercedes-Benz und FBW.
Ab den 1970er Jahren wurden Trieb- und Personenwagen für Schweizer Schmalspurbahnen hergestellt. So entstanden ab 1976 die ersten Panoramawagen für die Montreux-Berner Oberland-Bahn auf den Untergestellen ausgemusterter Wagen.